# Franck Bail
Pour les articles homonymes, voir Bail.

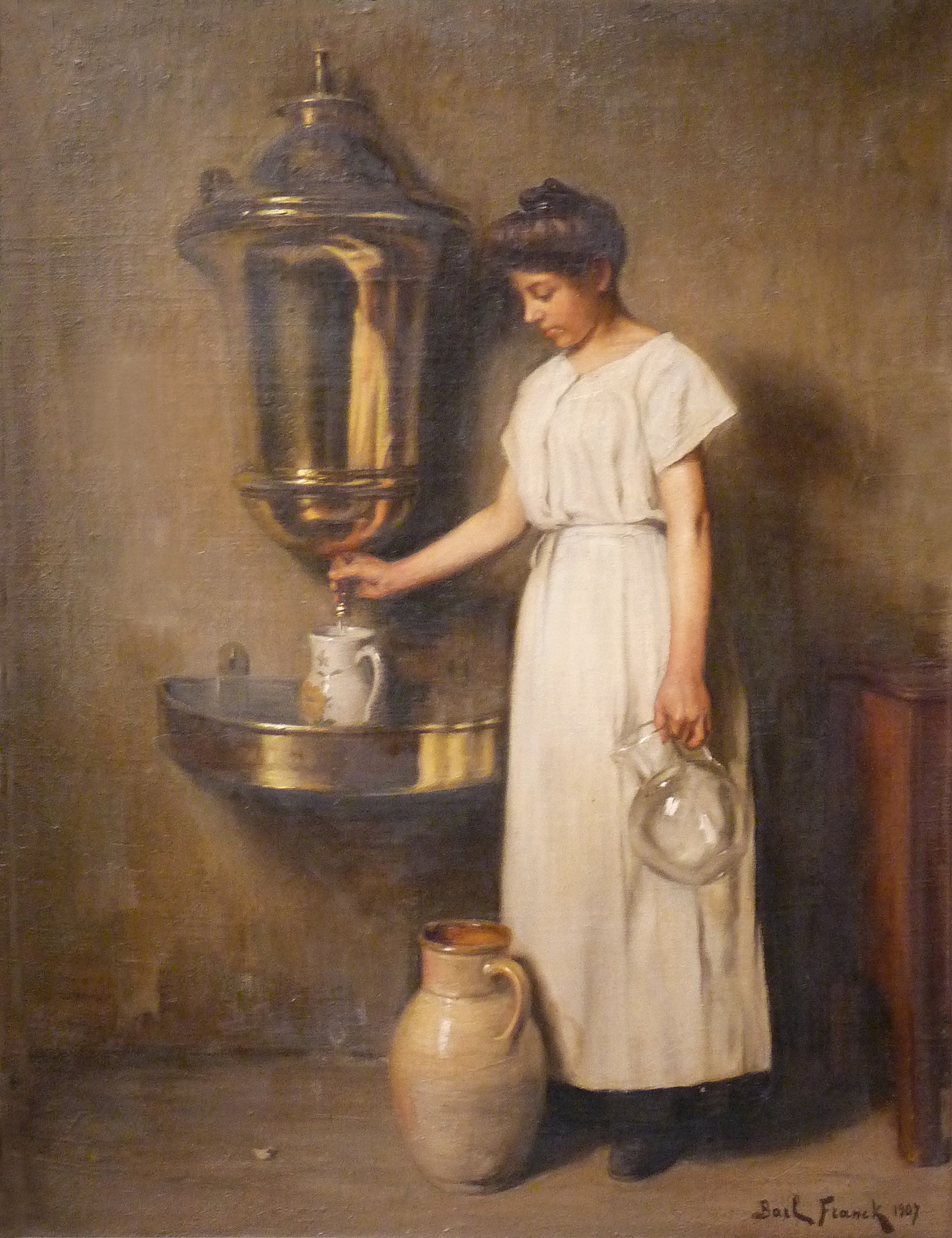
Femme à la fontaine (1907), Remiremont, musée Charles de Bruyères.

Antoine Bail, dit Franck Bail, né le 15 août 1858 à Paris où il est mort le 20 mars 1924 dans le 4e arrondissement, est un peintre français.

## Biographie
Issu d'une famille d'artistes lyonnais, Franck Bail est le fils du peintre Antoine Jean Bail, qui lui apprit le métier, et le disciple de son frère, le peintre Joseph Bail. Il fut aussi l'élève de Jean-Léon Gérôme et de Carolus-Duran. Franck Bail peint des portraits, des scènes d'intérieur du monde rural, des natures mortes et des fleurs. Il peint en région parisienne et en Auvergne. Les frères Bail œuvraient également à Chasselay.
Son atelier était situé au no 70 rue de Rochechouart à Paris.
Il est fait chevalier de la Légion d'honneur le 8 août 1920.

## Salons
- - 1878 : Nature-morte
  - 1879 : deux natures-mortes
- Salon des Artistes Français :
  - 1882 :  Fermière devant sa chaumière
  - 1883 : La Fileuse
  - 1887 : Coin d'atelier 
  - 1891 : Adolphe-Victor Geoffroy-Dechaume dans son atelier
  - 1897 : Nature-morte cuivre, navets, céleri, raisins, tomates, pêches et melon
  - 1898 : L'Évantailliste
  - 1901 : L'Écaillère (musée des beaux-arts et d'archéologie de Besançon)
  - 1906 : Intérieur de ferme, la laiterie
  - 1908 : Les Récureuses (intérieur Auvergnat) ; Le Jour des cuivres
  - 1911 : Le Bouquet de roses ; Les Confitures
  - 1914 : Papotage

## Collections publiques
- Besançon, musée des beaux-arts et d'archéologie : L'Écaillère, huile sur toile
- Bois-le-Roi (Seine-et-Marne), Mairie de : Le fardier (1878), huile sur toile[4]
- Doullens, musée Lombart
- Paris, musée du Louvre : Écailleuse d'huîtres, dessin
- Remiremont, musée Charles de Bruyères : Femme à la fontaine, huile sur toile